# Arc de Berà
De Arc de Berà (Catalaans voor Boog van Berà) is een Romeinse triomfboog bij het Spaanse dorp Roda de Barà, 20 kilometer ten noorden van Tarragona.
De triomfboog staat aan de Via Augusta, een Romeinse weg die door keizer Augustus aan het begin van de 1e eeuw was hersteld. De boog heeft een enkele doorgang en wordt gesierd door pilasters met Korinthische kapitelen. Op de boog staat een hoofdgestel, dat is opgebouwd uit een architraaf, een fries en een kroonlijst.
De boog werd rond 13 v.Chr. gebouwd voor Lucius Licinius Sura, die hier in zijn testament opdracht toe had gegeven. De inscriptie op de boog is deels bewaard gebleven: 

Ex Testamento L(uci) Licini L(uci)F(ilii) Serg(ia tribu) Surae consa[...]
Er wordt aangenomen dat de boog gewijd was aan Augustus of zijn genius en dat hij de grens aangaf van het district van Tarraco. De boog ontleent zijn huidige naam aan Berà, de zoon van Willem met de Hoorn. Hij was de graaf van Barcelona en breidde in 801 het grondgebied van Barcelona uit tot aan Tarragona, waarbij de triomfboog op de grens stond.
De Arc de Berà staat tegenwoordig aan de N-340, die op de route van de Via Augusta is aangelegd. De boog staat sinds 2000 op de Werelderfgoedlijst van UNESCO als onderdeel van de Romeinse monumenten van Tarraco.
Alhambra, Generalife en Albaicín, Granada ·
Kathedraal van Burgos ·
Historisch centrum van Córdoba ·
Klooster en plaats van het Escorial, Madrid ·
Werken van Gaudí ·
Grot van Altamira en de paleolithische grotkunst van Noord-Spanje ·
Monumenten van Oviedo en het koninkrijk Asturië ·
Oude stad Ávila met de Kerken-buiten-de-Muren ·
Oude stad Segovia en aquaduct ·
Santiago de Compostella (oude stad) ·
Nationaal park Garajonay ·
Historische stad Toledo ·
Mudéjararchitectuur van Aragón ·
Oude stad Cáceres ·
Kathedraal, Alcázar en Archivo General de Indias in Sevilla ·
Oude stad Salamanca ·
Klooster van Poblet ·
Archeologisch ensemble van Mérida ·
Pelgrimsroute naar Santiago de Compostella ·
Koninklijk klooster van Santa Maria de Guadalupe ·
Nationaal park Doñana ·
Historische ommuurde stad Cuenca ·
La Lonja de la Seda van Valencia ·
Las Médulas ·
Palau de la Música Catalana en Hospital de Sant Pau, Barcelona ·
Monte Perdido ·
Kloosters van San Millán Yuso en Suso ·
Prehistorische rotskunst in de Coa Vallei en de Siega Verde ·
Rotskunst van het Middellandse Zeebekken op het Iberisch Schiereiland ·
Universiteit en historische parochie van Alcalá de Henares ·
Ibiza, biodiversiteit en cultuur ·
San Cristóbal de La Laguna ·
Archeologisch ensemble van Tarraco ·
Archeologisch Atapuerca ·
Catalaanse romaanse kerken van de Vall de Boí ·
Palmeral van Elche ·
Romeinse muur van Lugo ·
Cultuurlandschap van Aranjuez ·
Monumentale renaissance-ensembles van Úbeda en Baeza ·
Vizcayabrug ·
Oude en voorhistorische beukenbossen van de Karpaten en andere regio's van Europa ·
Nationaal park El Teide ·
Herculestoren ·
Cultuurlandschap van de Serra de Tramuntana ·
Erfgoed van kwik. Almadén en Idrija ·
Dolmens van Antequera ·
Kalifaatstad Medina Azahara ·
Cultuurlandschap van de Risco Caído en de heilige bergen van Gran Canaria  ·
Paseo del Prado en Parque del Buen Retiro, een landschap van kunst en wetenschap
- Gemeinsame Normdatei: 1081465611
- Virtual International Authority File: 12145602342201361225